# Presidente de los Estados Unidos
El presidente de los Estados Unidos (en inglés: President of the United States; acrónimo: POTUS o Potus) es el jefe de Estado y de Gobierno de los Estados Unidos. Es el más alto cargo político del país por influencia y reconocimiento. El presidente lidera el poder ejecutivo del Gobierno federal.
Entre otros poderes y responsabilidades, el Artículo II de la Constitución de los Estados Unidos encarga al presidente la «fiel ejecución» de la ley federal, hace del presidente el comandante en jefe de las Fuerzas Armadas, lo autoriza a nombrar oficiales ejecutivos y judiciales con el consejo y consentimiento del Senado, lo sitúa al frente de la política exterior de los Estados Unidos, y permite al presidente conceder indultos o moratorias.
El presidente es elegido mediante sufragio indirecto por un colegio electoral (o por la Cámara de Representantes si el colegio electoral no concede la mayoría de votos a ningún candidato) para un mandato de cuatro años. 
Desde la ratificación de la Vigesimosegunda Enmienda en 1951, ninguna persona puede ser elegida para el cargo de presidente más de dos veces. En caso de muerte, destitución, dimisión o renuncia de un presidente, el vicepresidente asume la presidencia.
Hasta la fecha, ha habido un total de cuarenta y cinco personas que han asumido el cargo y cuarenta y siete presidencias. Esto ocurre porque el presidente Grover Cleveland y el actual, Donald Trump, sirvieron en dos mandatos no consecutivos y se cuenta por orden cronológico tanto a Cleveland como el vigesimosegundo y vigesimocuarto presidente como a Trump el cuadragésimo quinto y cuadragésimo séptimo. De las personas elegidas para el cargo, cuatro murieron durante su mandato por causas naturales o enfermedades (William Henry Harrison, Zachary Taylor, Warren G. Harding y Franklin D. Roosevelt), uno dimitió (Richard Nixon) y cuatro fueron asesinados (Abraham Lincoln, James A. Garfield, William McKinley y John F. Kennedy).
El primer presidente fue George Washington, que fue investido en 1789 después del voto unánime del colegio electoral. William Henry Harrison fue el que menos tiempo permaneció en el cargo, con tan solo 32 días, y Franklin D. Roosevelt, con doce años en el puesto, fue el que permaneció por más tiempo y el único presidente que sirvió por más de dos mandatos (ganó cuatro veces las elecciones presidenciales). El actual presidente en el cargo es el republicano Donald Trump, que tomó posesión el 20 de enero de 2025.
Desde principios del siglo XX, el papel hegemónico de los Estados Unidos en el escenario político y económico internacional ha llevado al presidente de este país a ser una figura conocida a nivel global y, debido a la condición del país como única superpotencia, en 2009 la revista Forbes calificaba a su titular como «la persona más poderosa del mundo».

## Origen
El Tratado de París (1783) puso fin a la Guerra de Independencia y reconoció la constitución de las Trece Colonias como los Estados Unidos de América, pero con una estructura gubernamental inestable. El Segundo Congreso Continental había redactado los Artículos de la Confederación en 1777, describiendo una Confederación permanente, pero concediendo al Congreso de la Confederación (la única institución federal) poco poder para financiarse o para asegurar el cumplimiento de sus resoluciones. En parte, esto reflejaba la visión antimonárquica del período revolucionario y el nuevo sistema estadounidense fue explícitamente diseñado para prevenir el ascenso de un tirano estadounidense en sustitución del monarca británico.
Sin embargo, durante la depresión económica debida al colapso del dólar continental tras la Revolución estadounidense, la viabilidad del gobierno estadounidense se vio amenazada por el malestar político en varios estados, el empeño de los deudores en utilizar el gobierno popular para eliminar sus deudas y la aparente incapacidad del Congreso Continental de hacer frente a las obligaciones públicas asumidas durante la guerra. El Congreso también parecía incapaz de convertirse en un foro para la cooperación productiva entre los estados, que animaban el comercio y el desarrollo económico. En respuesta a esta problemática se convocó una Convención constitucional, inicialmente para reformar los Artículos de la Confederación, pero que posteriormente comenzó el diseño de un nuevo sistema de gobierno que incluiría un mayor poder ejecutivo, aunque reteniendo un esencial control y equilibrio con la idea de restringir cualquier tendencia imperial en la presidencia.
Las personas que presidieron el Congreso Continental durante el período Revolucionario, y conforme a los Artículos de la Confederación, ostentaban el título de «presidente de los Estados Unidos en el Congreso Reunido» y a menudo se abreviaba como «presidente de los Estados Unidos». El cargo tenía poco poder ejecutivo claramente definido. Con la ratificación de la Constitución en 1787, se creó un poder ejecutivo separado, encabezado por el presidente de los Estados Unidos.
La autoridad ejecutiva del presidente conforme a la Constitución, moderada por el control de los poderes legislativo y judicial del gobierno federal, fue diseñada para solucionar los problemas políticos afrontados por la recién creada nación y para intentar superar futuros desafíos, siempre previniendo la subida al poder de un autócrata en una nación cautelosa frente a las autoridades monárquicas.

## Poderes y deberes
La Constitución de los Estados Unidos y sus posteriores enmiendas fijan los poderes y deberes del presidente:

### Artículo I - Papel legislativo
El primer poder conferido al presidente por la Constitución estadounidense es el poder legislativo del veto presidencial. La llamada «Cláusula de Presentación» (Presentment Clause) requiere que cualquier proyecto de ley aprobado por el Congreso sea presentado al presidente antes de que pueda convertirse en ley. Una vez que la norma legal ha sido presentada, el presidente tiene tres opciones:
- Firmarla; el proyecto legislativo se convierte en ley.
- Vetarla y devolverla al Congreso con sus objeciones; el proyecto no se convierte en ley, a menos que cada Cámara del Congreso vote para anular el veto con una mayoría favorable de dos tercios de la Cámara.
- No hacer nada. En ese caso, el presidente ni firma ni veta la legislación. Después de 10 días, excluidos los domingos, se pueden dar dos situaciones:
  - Si el Congreso todavía está en periodo de sesiones, el proyecto se convierte en ley.
  - Si no es posible la devolución de la propuesta por haber finalizado el Congreso su periodo de sesiones, el proyecto no se convierte en ley. A esta situación se la suele denominar «veto de bolsillo» (pocket veto), pues el presidente, dejando la propuesta de ley «en su bolsillo» en ese periodo, podría no vetar directamente una ley, pero lo haría en la práctica. James Madison fue el primer presidente en utilizar el «veto de bolsillo» en 1812.[13]

En 1996, el Congreso intentó cambiar el poder de veto presidencial con la Line Item Veto Act. La legislación autorizó al presidente a firmar cualquier propuesta de ley de gastos en ley al mismo tiempo que eliminaba ciertos artículos de gastos dentro de la propuesta, en particular cualquier nuevo gasto, cualquier cantidad de gastos discrecionales, o cualquier nuevo beneficio fiscal limitado. Si el presidente eliminaba un artículo, el Congreso podría aprobar ese artículo en particular otra vez. Si el presidente vetara entonces la nueva legislación, el Congreso podría anular el veto con el procedimiento ordinario, o sea, con el voto de las dos terceras partes en ambas Cámaras. En el caso Clinton contra la Ciudad de Nueva York (1998), la Corte Suprema estadounidense resolvió que esta modificación del poder de veto presidencial era inconstitucional.

### Artículo II - Poderes ejecutivos

#### Guerra y asuntos exteriores
Quizás el más importante de todos los poderes presidenciales es su posición al frente de las Fuerzas Armadas de los Estados Unidos como su comandante en jefe. Mientras que el poder de declarar la guerra corresponde constitucionalmente al Congreso, el presidente comanda y dirige a sus ejércitos y es responsable de planear la estrategia militar. Los padres de la Constitución fueron cautos limitando los poderes presidenciales en cuanto a los militares; Alexander Hamilton lo explica en su Ensayo Federalista n.º 69:

The President is to be commander-in-chief of the army and navy of the United States. ... It would amount to nothing more than the supreme command and direction of the military and naval forces ... while that [the power] of the British king extends to the DECLARING of war and to the RAISING and REGULATING of fleets and armies, all [of] which ... would appertain to the legislature.
El presidente debe ser el comandante en jefe del ejército y la marina de los Estados Unidos.... Esto no debería suponer nada más que la comandancia suprema y dirección de las fuerzas militares y navales... mientras que el [poder] del rey británico se extiende hasta la DECLARACIÓN de guerra y al LEVANTAMIENTO y la REGULACIÓN de flotas y ejércitos, todas [estas facultades] las cuales... corresponderían al poder legislativo.

El Congreso, de acuerdo con la Resolución de Poderes de Guerra (War Powers Resolution) de 1973, debe autorizar cualquier despliegue de tropas de más de 60 días de duración a menos que el propio Congreso haya declarado la guerra. Además, el Congreso ejerce cierta limitación al poder militar presidencial por su control y regulación de los gastos militares.
Junto con las fuerzas armadas, el presidente también está al frente de la política exterior. A través del Departamento de Estado y el Departamento de Defensa, el presidente es responsable de la protección de los estadounidenses en el extranjero y de los ciudadanos extranjeros en los Estados Unidos. El presidente decide si hay que reconocer nuevas naciones y nuevos gobiernos y negocia tratados con otras naciones, que se hacen vigentes en los Estados Unidos cuando son aprobados por las dos terceras partes del Senado. El presidente también puede negociar «acuerdos ejecutivos» con poderes extranjeros que no están sujetos a la confirmación de Senado.

#### Poderes administrativos
El presidente es el director ejecutivo de los Estados Unidos, y está a la cabeza del poder ejecutivo del gobierno, cuya responsabilidad es «cuidar que las leyes sean fielmente ejecutadas». Para llevar a cabo este deber, se le otorga el control de los cuatro millones de empleados del poder ejecutivo federal.
Al presidente le corresponde la nominación de varios miembros del poder ejecutivo. Embajadores, miembros del Gabinete y otros oficiales federales, son todos nominados por el presidente y son nombrados por y con el «consejo y consentimiento» de una mayoría del Senado. Los nombramientos realizados mientras el Senado no está en periodo de sesiones son temporales y expiran al final de la siguiente sesión del Senado. El presidente puede nominar unos seis mil nombramientos mientras ejerce su mandato.
El poder del presidente para cesar a funcionarios ejecutivos ha sido durante mucho tiempo objeto de debate. Generalmente, el presidente puede cesar a los funcionarios ejecutivos a su discreción. Sin embargo, el Congreso puede reducir por decreto la autoridad presidencial para cesar a comisionados de agencias reguladoras independientes y a ciertos oficiales ejecutivos inferiores.

#### Poderes jurídicos
El presidente también tiene la facultad de proponer jueces federales, incluidos miembros de la Corte Suprema de los Estados Unidos y de las Cortes de Apelaciones. Sin embargo, estos nombramientos requieren la confirmación del Senado y esto puede suponer un escollo importante ante la posibilidad de que un presidente quisiera formar una judicatura federal con una postura ideológica particular. El presidente puede designar jueces para los tribunales de distrito de los Estados Unidos, pero a menudo deferirá a la cortesía senatorial estos nombramientos. También puede conceder perdones e indultos, como se hace a menudo justo antes del final de un mandato presidencial.
El llamado «privilegio ejecutivo» otorga al presidente la capacidad de retener información al público, al Congreso y a los tribunales cuando el asunto atañe a la seguridad nacional. George Washington fue el primero en reclamar el privilegio cuando la Cámara de Representantes solicitó ciertos documentos sobre la negociación del Tratado Jay con el Reino de Gran Bretaña. Aunque el privilegio no figura en la Constitución ni en ninguna otra ley, la acción de Washington creó el precedente para el privilegio. Cuando Richard Nixon trató de usarlo como razón para no aportar unas pruebas ante una citación del Congreso durante el escándalo Watergate, la Corte Suprema sentenció en el caso Estados Unidos contra Nixon, 418 U.S. 683 (1974), que el privilegio ejecutivo no era de aplicación en casos donde un presidente intentaba evitar un procesamiento criminal. Cuando el presidente Bill Clinton intentó usar el privilegio ejecutivo en cuanto al escándalo Lewinsky, la Corte Suprema sentenció en el caso Clinton contra Jones, 520 U.S. 681 (1997), que el privilegio tampoco podía invocarse en los casos de pleitos civiles. Estos casos establecieron el precedente legal de que el privilegio ejecutivo es válido, pero el grado exacto del privilegio todavía está pendiente de una definición clara.

#### Capacidad legislativa

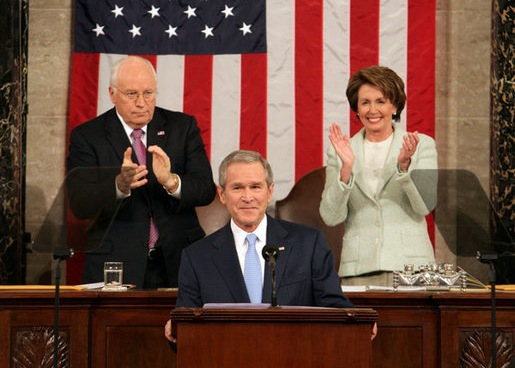
George W. Bush, junto a Dick Cheney y Nancy Pelosi durante el Discurso del estado de la Unión de 2007.

Aunque el presidente de los Estados Unidos no tiene capacidad para introducir legislación directamente, puede desempeñar un papel importante en su conformación, sobre todo si el partido político del presidente tiene mayoría en una o ambas Cámaras del Congreso. Los miembros del poder ejecutivo no pueden ocupar simultáneamente su puesto y un escaño en el Congreso, pero es habitual que redacten la legislación y que un senador o representante la presente por ellos. El presidente puede influir de una forma importante en el poder legislativo a través del informe anual, escrito u oral, que constitucionalmente debe presentar al Congreso, y que en la actualidad se denomina Discurso del estado de la Unión. Este discurso a menudo perfila la oferta legislativa para el año próximo.
De acuerdo con el Artículo II, Sección 3, Cláusula 2 de la Constitución, el presidente puede convocar a una o a ambas Cámaras del Congreso para una sesión extraordinaria. Si ambas Cámaras no llegan a un acuerdo sobre la fecha de celebración de la convocatoria, el presidente puede designar una fecha para la reunión del Congreso. Esta facultad del presidente de convocar de forma extraordinaria el Congreso solo se ejerció en 27 ocasiones en toda la historia de los Estados Unidos. La última fue ejercida en 1948 por Harry Truman.

## Proceso de elección

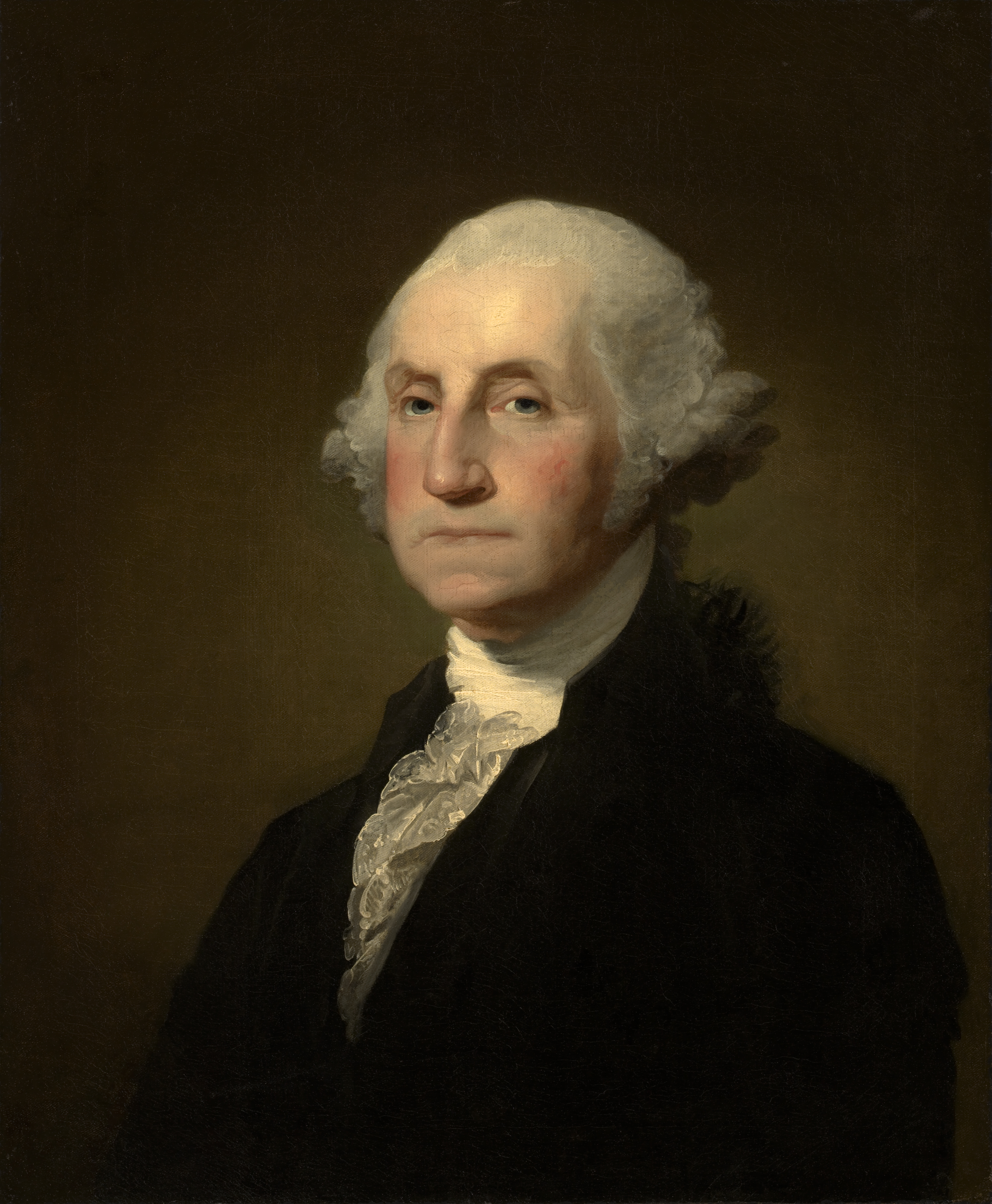
George Washington, el primer presidente de los Estados Unidos.

### Elegibilidad
El Artículo II, Sección 1, Cláusula 5 de la Constitución marca los requisitos necesarios para tener la consideración de elegible como presidente. Un candidato presidencial debe:
- Ser un ciudadano de nacimiento de los Estados Unidos;
- Tener al menos treinta y cinco años de edad;
- Haber sido residente permanente en los Estados Unidos durante al menos catorce años.

Con respecto al tema de la ciudadanía estadounidense, cumple aclarar que el artículo II de la Constitución dice textualmente que es requisito ser «a natural born Citizen, or a Citizen of the United States, at the time of the Adoption of this Constitution», o sea, un ciudadano de nacimiento de los Estados Unidos. La Decimocuarta Enmienda, adoptada en 1868, define en su Sección 1, Cláusula 1 que «All persons born or naturalized in the United States, and subject to the jurisdiction thereof, are Citizens of the United States and of the State wherein they reside.», esto es, que cualquier persona nacida o naturalizada en los Estados Unidos es legalmente ciudadano estadounidense, sin embargo, sin el requisito de nacimiento en suelo estadounidense, no serían elegibles. Este es un tema ampliamente debatido en el país, y para algunos columnistas como John W. Dean, antiguo consejero presidencial, es una cláusula constitucional obsoleta que contradice el espíritu del llamado «sueño americano» y entra en conflicto con el propio «Estatuto de Libertad» estadounidense, que da la bienvenida a los extranjeros, pero que les impide acceder al máximo puesto de responsabilidad del país.
Conforme a la Vigesimosegunda Enmienda, nadie puede ser elegido presidente más de dos veces. La Vigesimosegunda Enmienda también especifica que alguien que sirve más de dos años como presidente o presidente interino, de un mandato para el cual otro fue elegido presidente, solo puede optar a la presidencia una vez. Los estudiosos de la Constitución discrepan sobre si una persona que ya no es elegible para la presidencia podría ser elegida como vicepresidente, de acuerdo con los requisitos establecidos en la Duodécima Enmienda.
La Constitución contempla la descalificación de algunas personas para la presidencia. Bajo el Artículo I, Sección 3, Cláusula 7, el Senado tiene la opción, a su criterio, de descalificar a altos cargos condenados tras un impeachment para ocupar otros cargos federales, incluida la presidencia. También, la Sección 3 de la Decimocuarta Enmienda prohíbe a cualquier persona que, habiendo prestado juramento para apoyar la Constitución, y que posteriormente se rebelara contra los Estados Unidos, pueda ser elegida para servir como presidente, a menos que cada Cámara del Congreso haya retirado la descalificación por un voto favorable de dos terceras partes de sus miembros.

### Designación de candidatos y campaña
La campaña presidencial contemporánea comienza antes de las elecciones primarias, cuando los dos principales partidos políticos estadounidenses hacen una selección de candidatos antes de sus convenciones nacionales de nominación, donde el elegido se convierte en el candidato del partido para la presidencia. Por lo general, el candidato presidencial del partido elige a un candidato a la vicepresidencia y esta opción es confirmada por la convención.
Los candidatos participan en debates televisados a escala nacional, que generalmente están restringidos a las candidaturas Demócrata y Republicana aunque en algunas ocasiones se invitan a terceros partidos, como el caso de Ross Perot en los debates de 1992. Los nominados de cada partido hacen campaña a lo largo de todo el país para explicar sus programas electorales, convencer a los votantes y solicitar contribuciones a la campaña. La mayor parte del proceso electoral moderno se centra en hacer campaña en los llamados «estados oscilantes» (aquellos en los que un partido no tiene históricamente una mayoría clara), a través de visitas frecuentes y anuncios en los medios de comunicación.

### Elección y juramento

Mapa de Estados Unidos mostrando el número de electores que corresponden a cada estado y el sistema de reparto; se requieren 270 electores para obtener la mayoría de los 538 totales.

En los Estados Unidos el presidente es elegido mediante sufragio indirecto. Un determinado número de electores representantes, conocidos colectivamente como Colegio electoral, eligen oficialmente al presidente. Durante el «Election Day» (el martes siguiente al primer lunes de noviembre), el electorado de cada uno de los estados y el distrito de Columbia selecciona a estos electores por votación. Cada estado tiene asignado un determinado número de electores, que se corresponden con la suma de delegados de ese estado en cada una de las Cámaras del Congreso. En la mayoría de los estados la candidatura que obtiene la mayoría de los votos gana la totalidad de los electores del estado para votar en el colegio electoral.
Los electores ganadores se reúnen el primer lunes después del segundo miércoles de diciembre, aproximadamente seis semanas después de la elección, para elegir el presidente y el vicepresidente de los Estados Unidos. Ninguna disposición constitucional o ley federal exige que los electores voten de acuerdo con el voto popular en su respectivo estado, sin embargo en la actualidad es raro que los electores hagan caso omiso del voto popular y emitan su voto electoral a favor de alguien que no sea el candidato de su partido. Tras la votación, los electores envían un registro de la misma al Congreso. La apertura del voto de los electores corresponde al vicepresidente, que actúa en su calidad de presidente del Senado y es leído en voz alta en una sesión conjunta de ambas Cámaras del Congreso entrante, que fue elegido al mismo tiempo que el presidente.
La determinación de quien será el presidente depende de los votos del colegio electoral, no de quien obtuvo el mayor número de votos populares en el país. Sin embargo, solo en cinco ocasiones (en las elecciones de 1824, 1876, 1888, 2000 y 2016) el candidato que obtuvo el mayor número de votos populares no consiguió la mayoría de votos electorales ni, por tanto, su elección como presidente. Si ningún candidato obtuviera la mayoría de los votos electorales, la Duodécima Enmienda establece que la elección del presidente corresponde a la Cámara de Representantes. La Cámara ha tenido que seleccionar al presidente en dos ocasiones, en 1800 y 1824.
De acuerdo con la Vigésima Enmienda, el mandato presidencial comienza al mediodía del 20 de enero del año siguiente a la elección. Esta fecha, conocida en los Estados Unidos como «Inauguration Day» (día inaugural), marca el principio del mandato de cuatro años tanto del presidente como del vicepresidente. Antes de poder ejercer, debe realizar un acto de toma de posesión del cargo y, de acuerdo con la Constitución, se requiere que preste el juramento presidencial:

I do solemnly swear (or affirm) that I will faithfully execute the Office of President of the United States, and will to the best of my Ability, preserve, protect and defend the Constitution of the United States.
Juro (o declaro) solemnemente que ejerceré con fidelidad el cargo de presidente de los Estados Unidos, y, hasta el límite de mi capacidad, preservaré, protegeré y defenderé la Constitución de Estados Unidos.
Artículo II, Sección 1, Cláusula 8 de la Constitución.

Aunque no es una exigencia, los presidentes han utilizado tradicionalmente una Biblia para prestar el juramento, y añadiendo al final del mismo «So help me God!» (¡con la ayuda de Dios!). Del mismo modo, aunque ninguna disposición legal requiere que el juramento del cargo sea administrado por una persona concreta, tradicionalmente el presidente presta su juramento ante el juez presidente de la Corte Suprema de los Estados Unidos.

### Permanencia y límite de mandatos

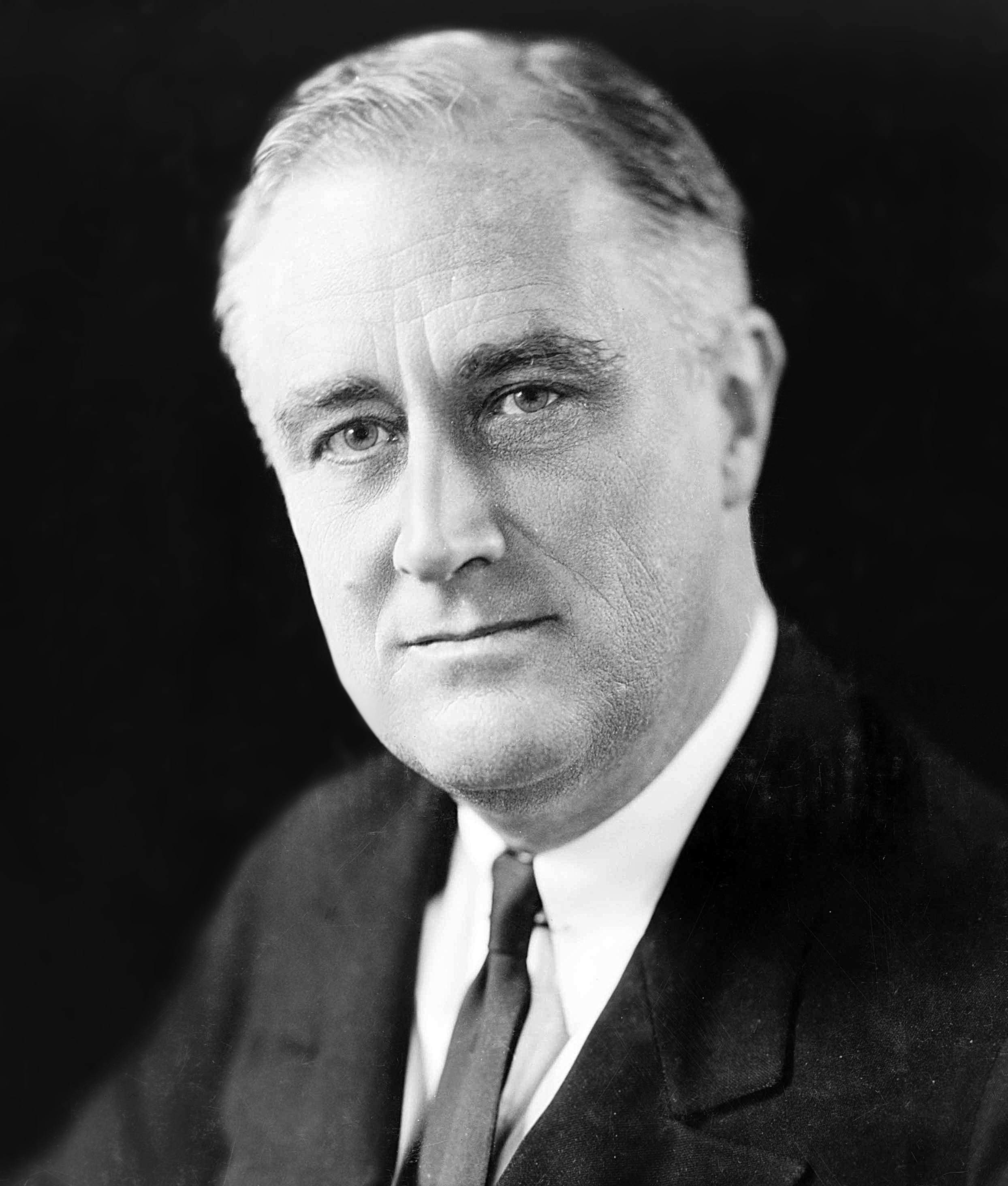
Franklin D. Roosevelt fue elegido para cuatro mandatos antes de la adopción de la Vigesimosegunda Enmienda.

La duración del mandato del presidente y del vicepresidente de los Estados Unidos es de cuatro años. Inicialmente la Constitución no fijaba un límite en el número de mandatos, pero pocos presidentes se presentaron a una tercera reelección. Sin embargo, en 1940, Franklin D. Roosevelt presentó su candidatura y fue elegido para su tercer mandato (posteriormente fue elegido para el cuarto, pero murió unos meses después de su toma de posesión), convirtiéndose en el único presidente en ejercer la presidencia en más de dos ocasiones. Con anterioridad a Roosevelt, Ulysses S. Grant quiso presentarse a un tercer mandato en 1880 tras permanecer en el cargo de 1869 hasta 1877, pero no consiguió la nominación de su partido. Theodore Roosevelt accedió a la presidencia tras el asesinato de William McKinley y fue posteriormente elegido en 1904 para un mandato completo, y así sirvió en el cargo de 1901 hasta 1909. Presentó posteriormente su candidatura (para un mandato no consecutivo) en 1912, pero perdió ante Woodrow Wilson.
Con la ratificación de la Vigesimosegunda Enmienda en 1951, se prohíbe a cualquier persona elegida para la Presidencia, y que ha servido como presidente, ser reelegida más de una vez y si ha actuado como presidente interino durante más de dos años del mandato no vencido de su precursor, ser elegida más de una vez. Harry S. Truman, que ocupaba la presidencia en el momento de la ratificación de la enmienda (que eximía expresamente de esta limitación al presidente en el cargo en el momento de su entrada en vigor) también buscó un tercer mandato antes de retirarse de las elecciones de 1952.
Desde la ratificación de la enmienda, cinco presidentes han servido en dos mandatos completos: Dwight D. Eisenhower, Ronald Reagan, Bill Clinton, George W. Bush y Barack Obama, mientras que Jimmy Carter, George H. W. Bush y Donald Trump, se presentaron a la reelección para un segundo mandato, pero fueron derrotados. Richard Nixon fue elegido para un segundo mandato, pero dimitió antes de completarlo. Lyndon B. Johnson fue el único presidente que conforme a la enmienda podía ser elegible para servir más de dos mandatos, pues solo permaneció en el cargo durante catorce meses tras el asesinato de John F. Kennedy. Sin embargo decidió no participar en las elecciones de 1968. Gerald Ford buscó un mandato completo después de servir los últimos dos años y cinco meses del segundo mandato de Nixon, pero no fue elegido.

## Cese o incapacidad
El cargo de presidente puede quedar vacante por varias circunstancias: muerte, dimisión y destitución.
| Línea sucesoria presidencial | Línea sucesoria presidencial               |
| ---------------------------- | ------------------------------------------ |
| 1                            | Vicepresidente                             |
| 2                            | Presidente de la Cámara de Representantes  |
| 3                            | Presidente pro tempore del Senado          |
| 4                            | Secretario de Estado                       |
| 5                            | Secretario del Tesoro                      |
| 6                            | Secretario de Defensa                      |
| 7                            | Fiscal general                             |
| 8                            | Secretario del Interior                    |
| 9                            | Secretario de Agricultura                  |
| 10                           | Secretario de Comercio                     |
| 11                           | Secretario de Trabajo                      |
| 12                           | Secretario de Salud y Servicios Humanos    |
| 13                           | Secretario de Vivienda y Desarrollo Urbano |
| 14                           | Secretario de Transporte                   |
| 15                           | Secretario de Energía                      |
| 16                           | Secretario de Educación                    |
| 17                           | Secretario de Asuntos de los Veteranos     |
| 18                           | Secretario de Seguridad Nacional           |

En cuanto a la destitución, la Sección 4 del Artículo II de la Constitución estadounidense contempla que la Cámara de Representantes puede someter a un proceso de destitución a altos funcionarios federales, incluido el presidente, en casos de «traición, cohecho u otros delitos mayores o infracciones penales». Tras este proceso, la Cláusula 6 de la Sección 3 del Artículo I de la Constitución otorga al Senado el poder de destituir de su puesto a los funcionarios acusados, si dos terceras partes de sus miembros votan su culpabilidad. Tres presidentes han sido procesados por la Cámara de Representantes, Andrew Johnson en 1868, Bill Clinton en 1998 y Donald Trump en 2019 y 2021, aunque ninguno fue condenado posteriormente por el Senado.

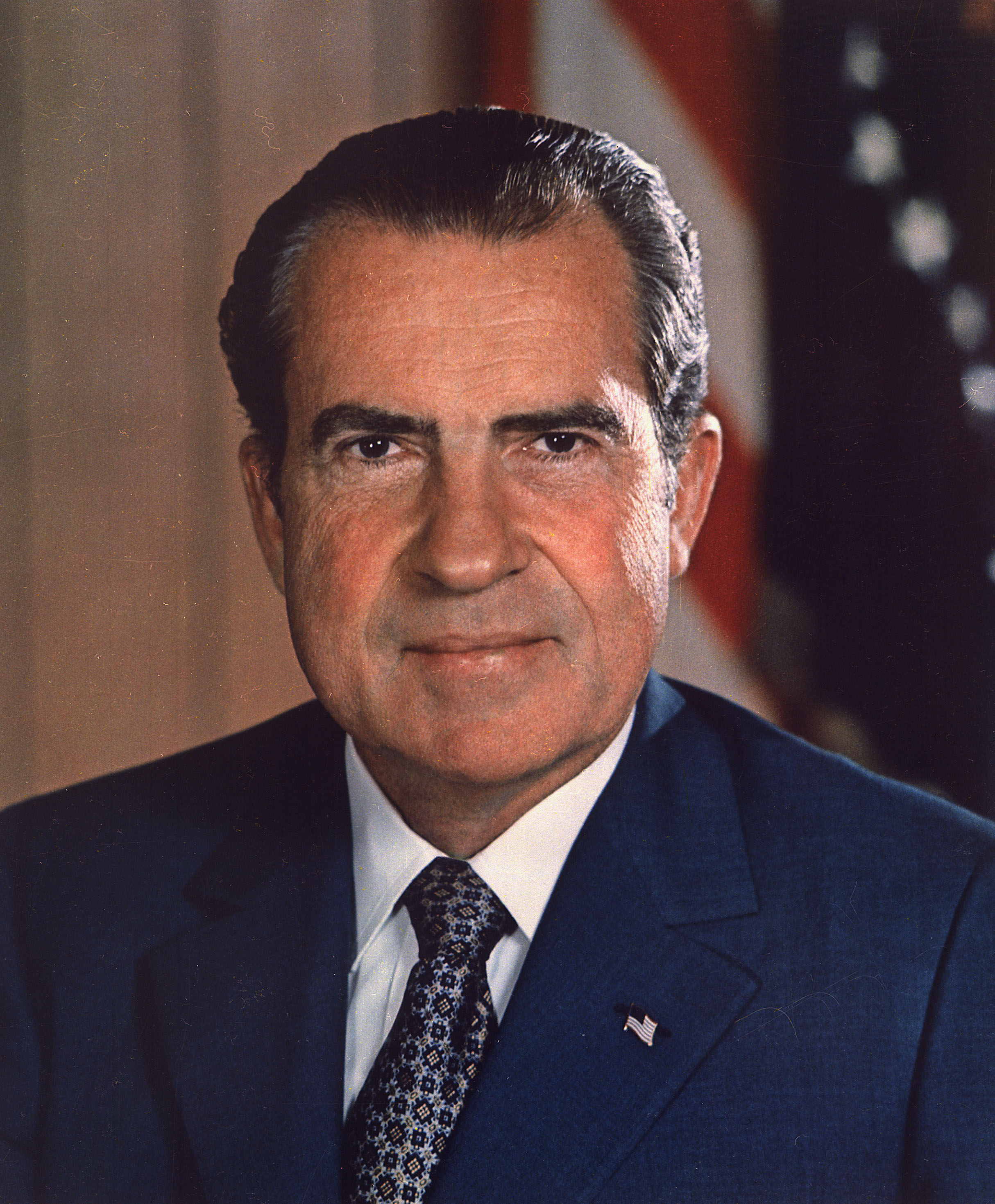
Richard Nixon, único presidente estadounidense que dimitió del cargo (1974).

De acuerdo con la Sección 3 de la Vigesimoquinta Enmienda, el presidente puede transferir los poderes y deberes presidenciales al vicepresidente, que pasaría a actuar como presidente interino, presentando una declaración al presidente de la Cámara de Representantes y al presidente pro tempore del Senado manifestando las razones de la transferencia. El presidente recobra los poderes y deberes presidenciales cuando les presenta a ambos representantes del Congreso una declaración escrita declarando dicha reanudación. Esta transferencia de poderes puede darse por cualquier motivo que el presidente considere apropiado. En 2002 y en 2007, el presidente George W. Bush transfirió durante un corto período la autoridad presidencial al vicepresidente Dick Cheney. En ambas ocasiones fue debido a un proceso médico que requirió que Bush fuera sedado; Bush recuperó el poder presidencial el mismo día.
La Sección 4 de la Vigesimoquinta Enmienda contempla la posibilidad de transferencia de los poderes presidenciales al vicepresidente si este último y la mayoría del Gabinete transmiten al presidente de la Cámara de Representantes y al presidente pro tempore del Senado una declaración de incapacidad presidencial para desempeñar el cargo. En este caso el vicepresidente asumiría los poderes presidenciales en calidad de presidente interino; sin embargo, el presidente puede rechazar su inhabilitación y continuar en el puesto. Si el vicepresidente y el Gabinete impugnan esta decisión, es entonces el Congreso, que debe reunirse en el plazo de dos días si no se encuentra ya en sesión, quien debe decidir al respecto de la incapacidad o no del presidente para desempeñar el cargo.
La Constitución de los Estados Unidos menciona la dimisión del presidente, pero no regula la forma de ejecutar tal dimisión o las condiciones para su validez. Por acuerdo del Congreso, la única prueba válida de la decisión presidencial es un documento escrito declarando su dimisión firmado por el propio presidente y entregado en la oficina del secretario de Estado. El 9 de agosto de 1974, afrontando su probable destitución en pleno escándalo Watergate, Richard Nixon se convirtió en el único presidente en dimitir del puesto.
Al igual que en el caso de dimisión, para la no aceptación del puesto también basta con la presentación de un escrito en ese sentido ante el secretario de Estado.
La Constitución especifica que el vicepresidente debe ser el sucesor presidencial en caso de producirse una vacante en el puesto por muerte, dimisión, renuncia, inhabilitación, destitución o cualquier otra causa. Si tanto el puesto de presidente como el de vicepresidente están vacantes o están ocupados por personas incapacitadas para el puesto, el presidente de la Cámara de Representantes ocuparía el puesto como presidente interino. La línea sucesoria presidencial continúa con el presidente pro tempore del Senado, seguido a su vez por cada miembro del Gabinete en un orden establecido, siempre y cuando reúnan los requisitos determinados constitucionalmente para ser presidente.

## Salario y complementos
| Año de establecimiento | Salario (dólares) | Equivalencia en 2017 |
| ---------------------- | ----------------- | -------------------- |
| 1789                   | 25 000            | 718 000              |
| 1873                   | 50 000            | 1 060 000            |
| 1909                   | 75 000            | 2 080 000            |
| 1949                   | 100 000           | 1 030 000            |
| 1969                   | 200 000           | 1 340 000            |
| 2001                   | 400 000           | 554 000              |
| Fuentes:               |                   |                      |

### Salario presidencial
En 1789, aunque inicialmente no se mostró de acuerdo con recibir un salario por sus servicios, el primer Congreso de los Estados Unidos acordó pagar a George Washington un salario de veinticinco mil dólares al año (aproximadamente 566 000 dólares del año 2009), un sueldo realmente elevado para la época, aunque el gobierno por entonces no proporcionaba una mansión oficial y Washington debía asumir los elevados gastos de una residencia presidencial con ese salario, por lo que manifestó que el salario era apenas suficiente para costear estos gastos.
El salario presidencial ha ido experimentando sucesivos aumentos a lo largo de los años y en 1999, siendo presidente Bill Clinton, el Congreso aprobó el actual salario presidencial de cuatrocientos mil dólares anuales, que entró en vigor en 2001. Le corresponde además (año 2005) una cuenta de gastos de cincuenta mil dólares, cien mil dólares libres de impuestos para viajes y una cuenta de gastos personales de diecinueve mil dólares.
Anteriormente a 1958, al cesar sus mandatos los presidentes no recibían ninguna pensión, sin embargo a partir de ese año, con la Former Presidents Act (3 U.S.C. § 102) el Congreso aprobó que los presidentes salientes empezaran a recibir una pensión vitalicia de veinticinco mil dólares anuales, además de una oficina y personal. Esta pensión ha ido aumentando desde entonces con la aprobación del Congreso. Los ex presidentes reciben una pensión basada en el sueldo de los secretarios del gabinete de la administración vigente, cuyo sueldo es de 193 400 dólares en el caso del año 2009. La viuda de un presidente tiene derecho a una pensión de veinte mil dólares anuales, si no cuenta con otra pensión.

## Prerrogativas del cargo

### Residencia
Desde 1800, ocupando la presidencia John Adams, la Casa Blanca, en Washington D. C., sirve como residencia oficial del presidente estadounidense. Mientras permanezca en el cargo tiene derecho al uso de sus instalaciones y personal, incluida asistencia médica, recreo, servicios domésticos y servicio de seguridad. El sitio fue seleccionado por George Washington, y la piedra angular se colocó en 1792. Todos los presidentes desde John Adams (en 1800) han vivido allí. En varios momentos de la historia de los EE. UU., se la ha conocido como el «Palacio del Presidente», la «Casa del Presidente» y la «Mansión Ejecutiva». Theodore Roosevelt le dio oficialmente a la Casa Blanca su nombre actual en 1901.  El gobierno federal paga las cenas de estado y otras funciones oficiales, pero el presidente paga la tintorería y la comida personal, familiar y de los invitados.
La Instalación de Apoyo Naval Thurmont, popularmente conocida como Camp David, es una instalación militar en el Catoctin Mountain Park, un área recreativa situada en el condado de Frederick (Maryland), a las afueras de Washington D. C., que se utiliza en la actualidad como residencia oficial de descanso del presidente y sus invitados. Un lugar de soledad y tranquilidad, el sitio ha sido ampliamente utilizado para albergar a dignatarios extranjeros desde la década de 1940. .
La Blair House, ubicada junto al Edificio de oficinas ejecutivas de Eisenhower en el complejo de la Casa Blanca y el Parque Lafayette, sirve como la casa de huéspedes oficial del presidente y como residencia secundaria para el presidente si es necesario. Cuatro casas interconectadas del siglo XIX (Blair House, Lee House y 700 y 704 Jackson Place) con una superficie total superior a los 6500 m2 (setenta mil pies cuadrados) componen la propiedad.

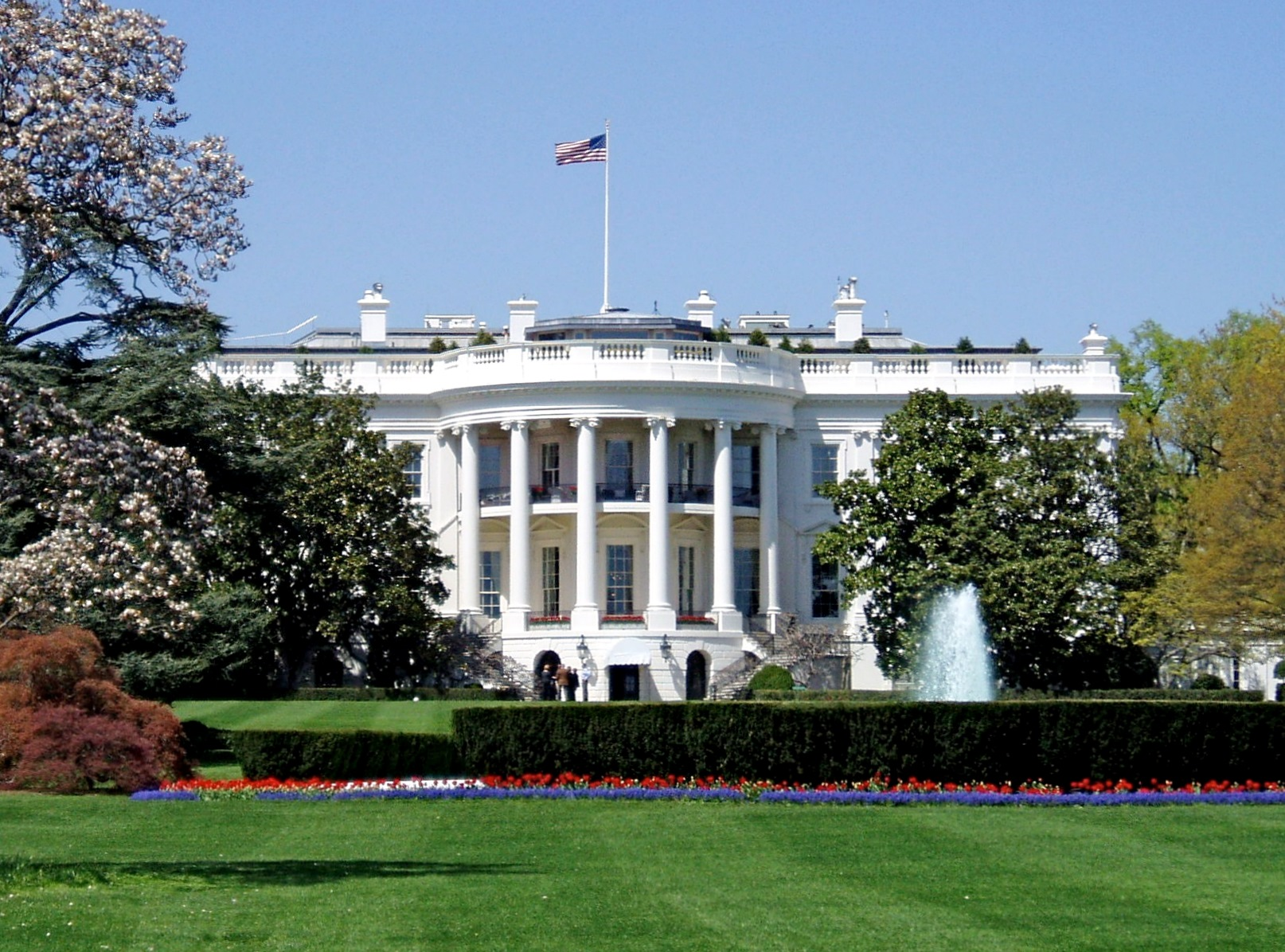
La Casa Blanca
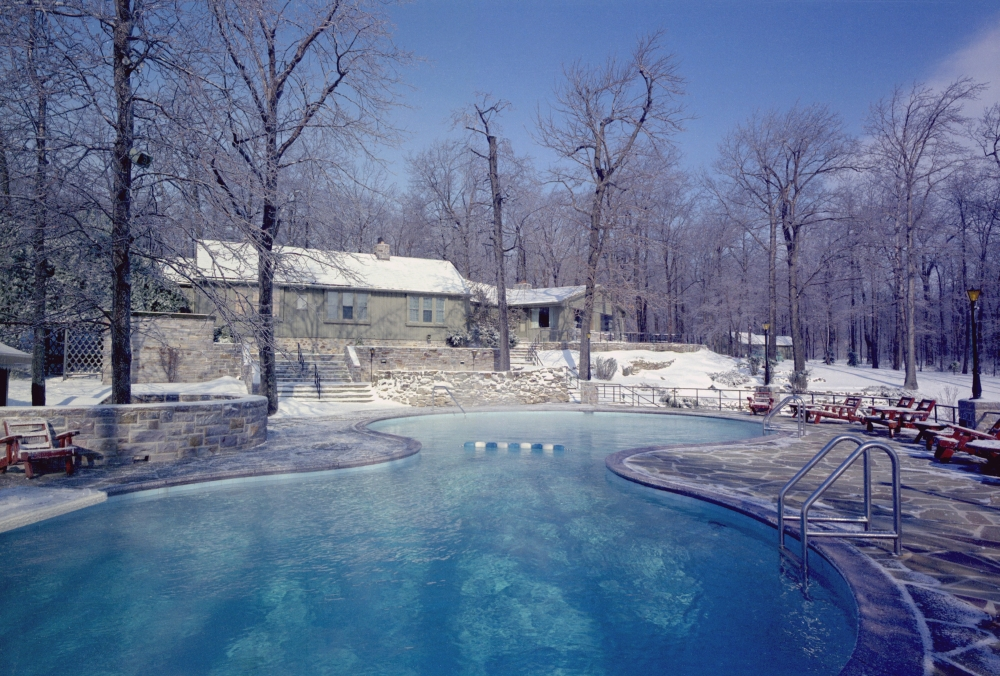
Camp David
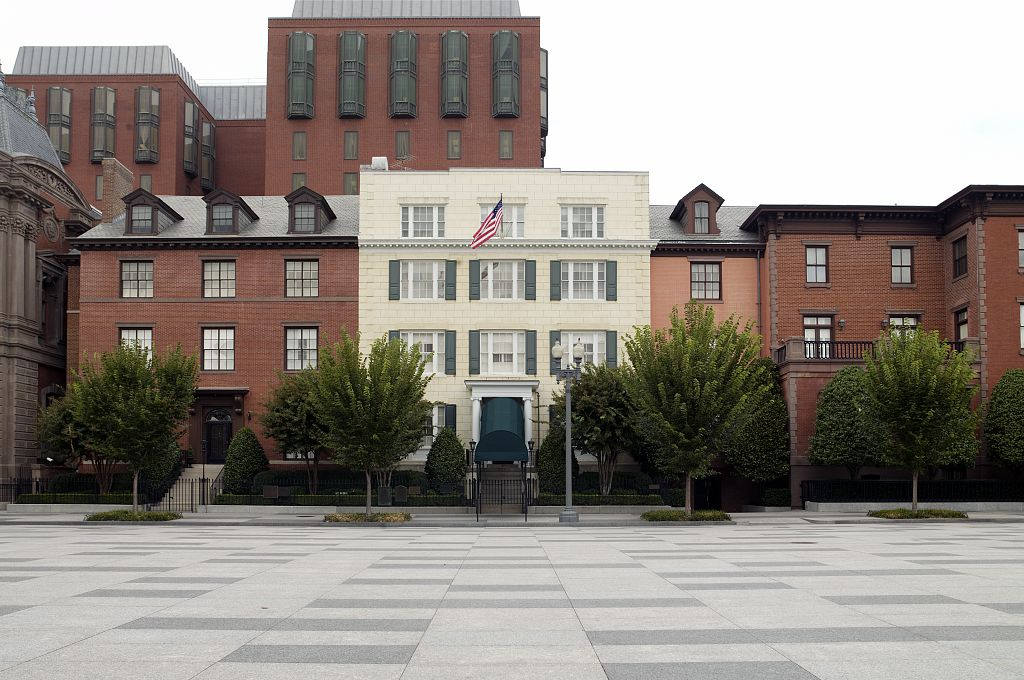
Blair House

### Transporte y viajes
Cuando realiza viajes de larga distancia, el presidente utiliza alguno de los dos aviones identificados por la Fuerza Aérea estadounidense como VC-25 (una versión militar muy modificada del modelo civil Boeing 747-200B) y en ocasiones los C-32A (una versión militar del Boeing 757-200); denominados con el indicativo «Air Force One» cuando el presidente los está utilizando, que están profusamente equipados y en los que puede llevar a cabo todas sus funciones. En caso de una crisis mundial o una emergencia que deje inutilizable el VC-25A, el presidente tiene a disposición los E-4, un avión que proporciona una plataforma de supervivencia para llevar a cabo operaciones de guerra en caso de un ataque nuclear, está diseñado para poder permanecer en el aire durante una semana completa en caso de emergencia. El presidente también utiliza un helicóptero del Cuerpo de Marines, identificado como «Marine One» cuando el presidente se encuentra a bordo. Para desplazamientos por tierra, utiliza una limusina blindada basada en un chasis Cadillac ampliamente modificado, denominada en ocasiones «Cadillac One» en referencia al avión presidencial. El presidente también tiene acceso a dos autocares blindados, que se utilizan principalmente para giras presidenciales. Estos vehículos son reconocidos símbolos del poder de la presidencia, y del poderío industrial y militar de los Estados Unidos en el mundo. Ningún otro jefe de Estado y de gobierno en el mundo tiene a su disposición tantos medios de transporte para su uso exclusivo por razones de seguridad. Independientemente si el presidente se encuentra en Estados Unidos o en el extranjero, estos vehículos estarán desplegados en la ubicación donde se encuentre el presidente.

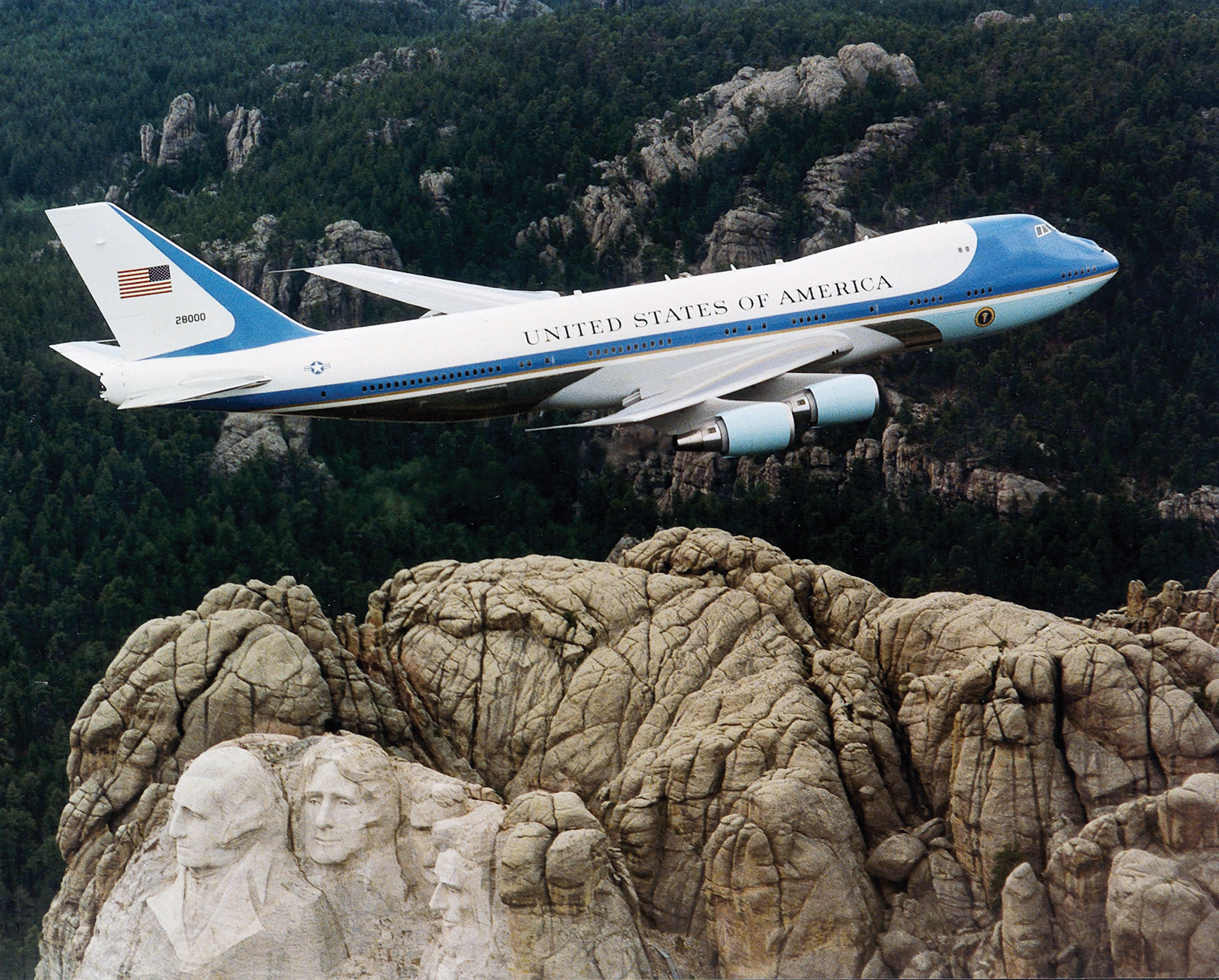
Air Force One
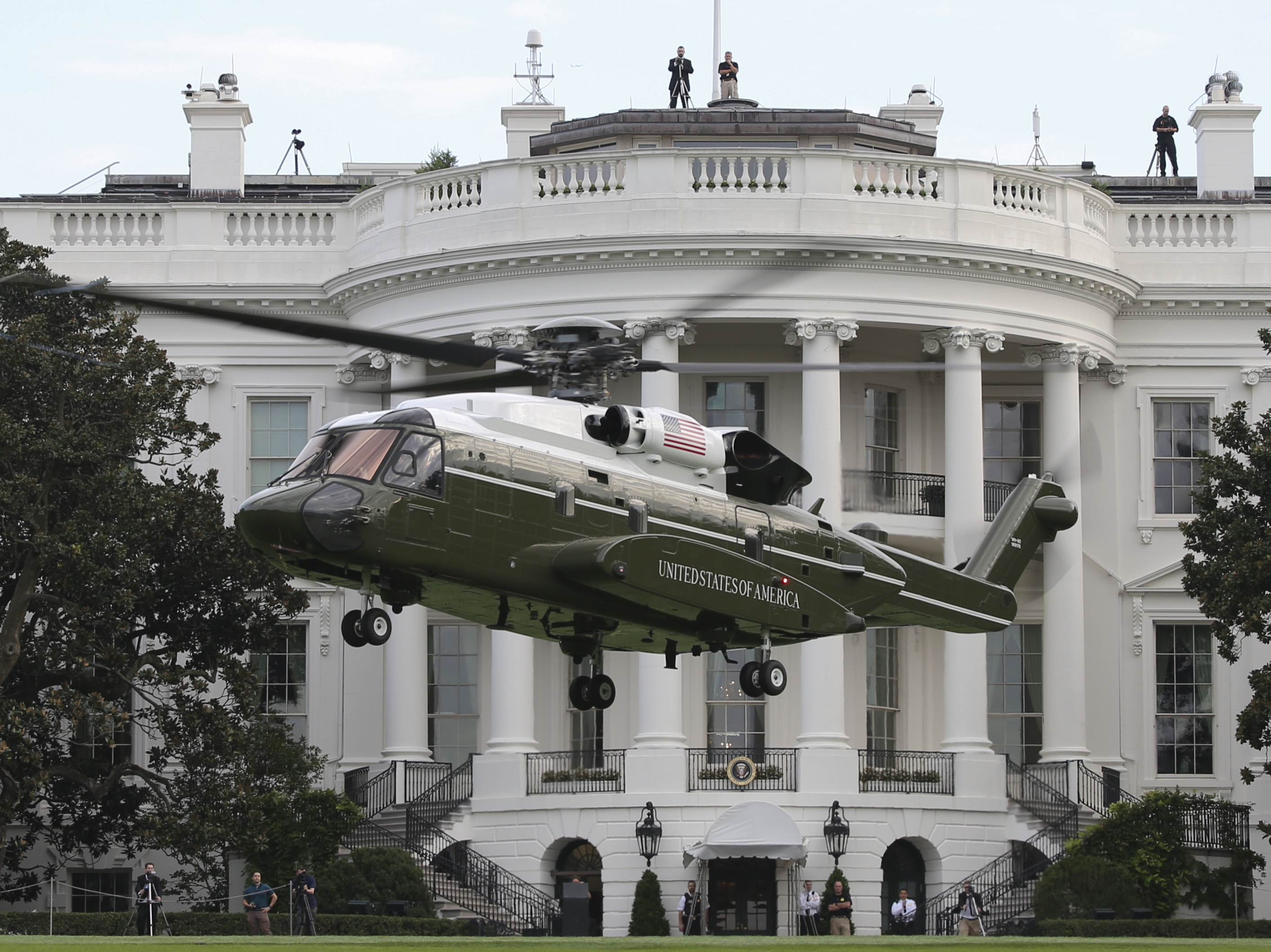
Marine One
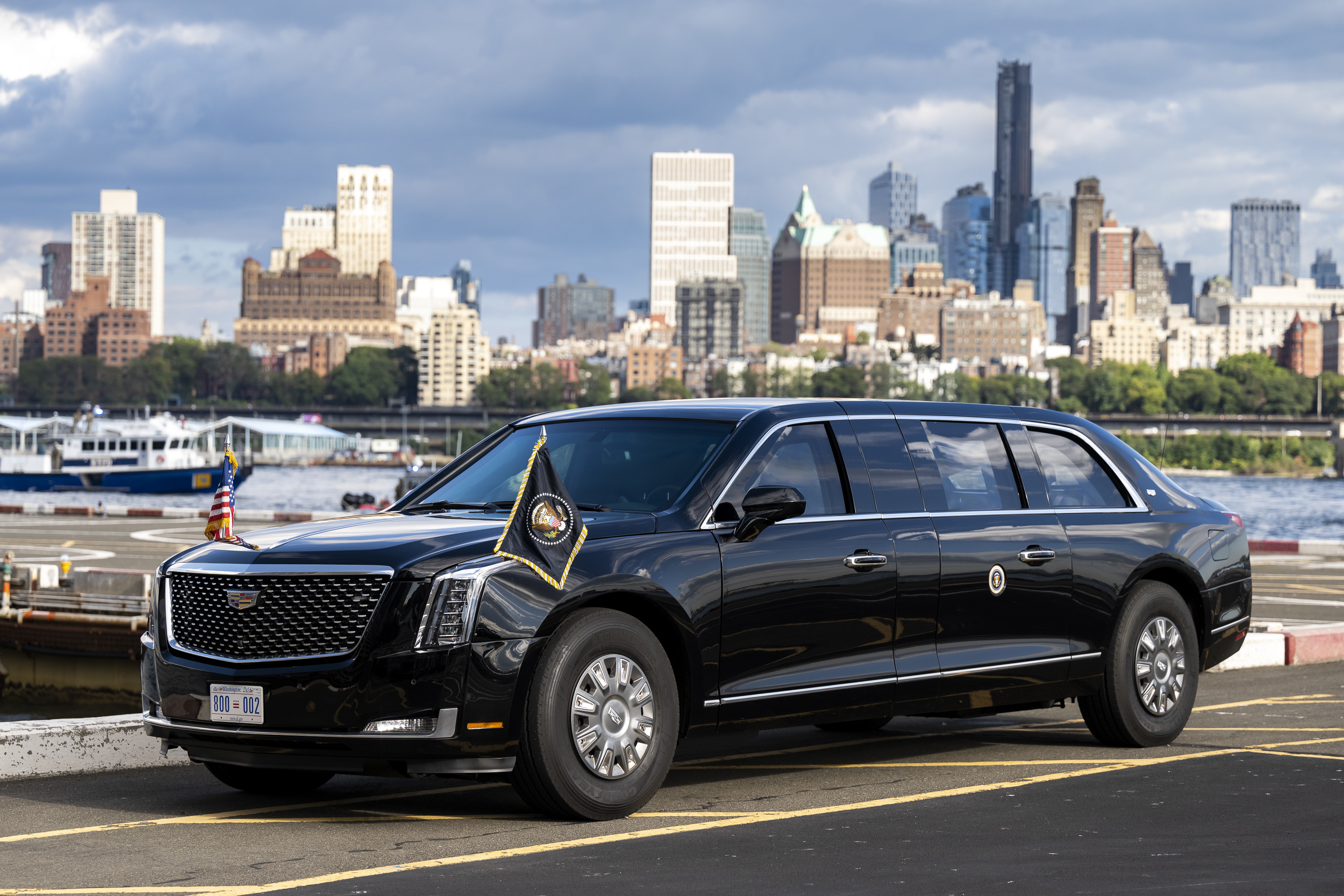
Cadillac One
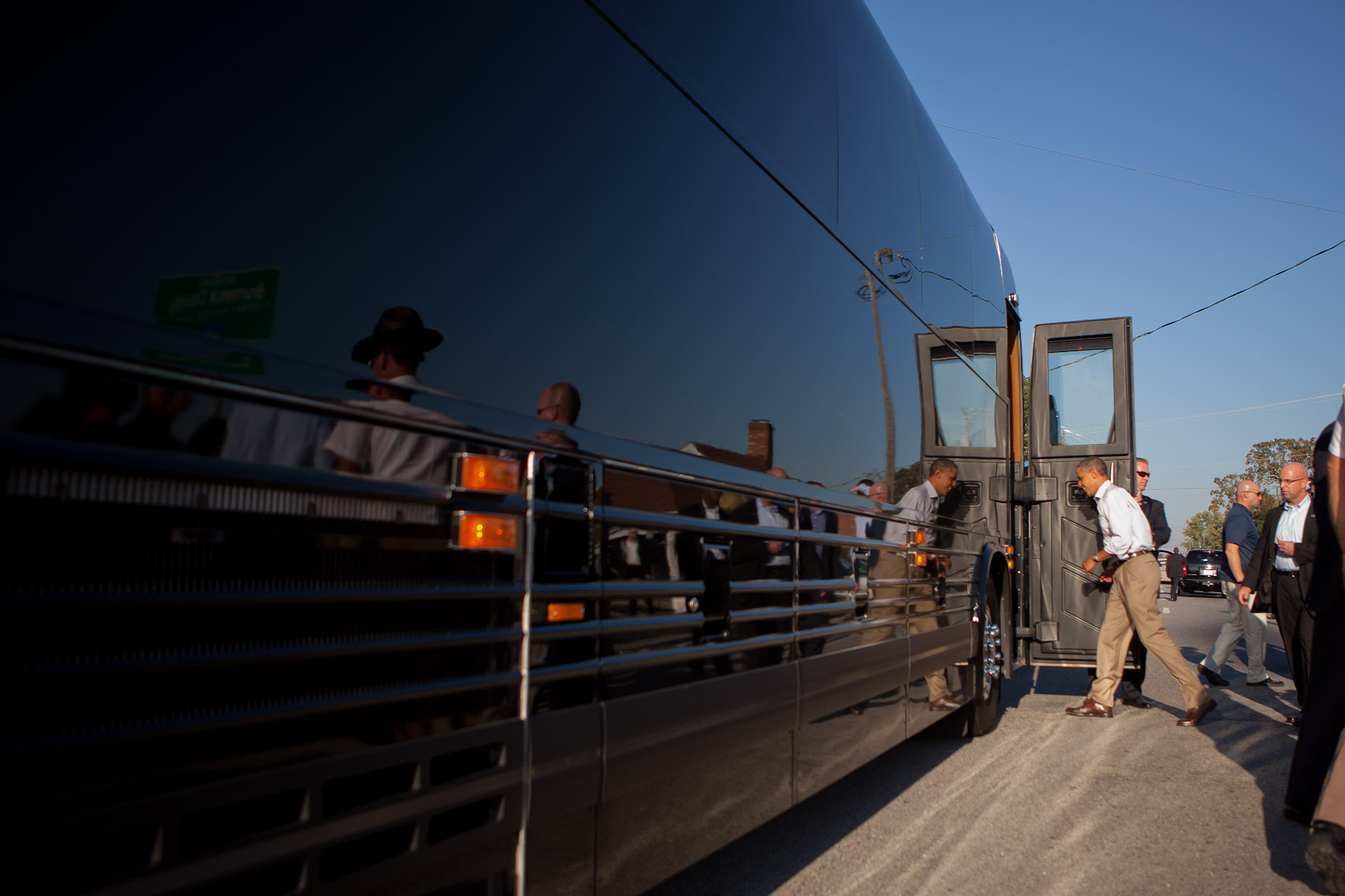
Ground Force One

### Protección
El Servicio Secreto de los Estados Unidos es el encargado de la protección del presidente y su familia. Como parte de su protección, a los presidentes, las primeras damas, sus hijos y otros miembros de la familia inmediata, así como otras personas y lugares relevantes, se les asigna un nombre en clave por parte del Servicio Secreto. La utilización de estos nombres en clave era por motivos de seguridad en un tiempo en que las comunicaciones electrónicas no se cifraban de forma habitual, como hoy en día; actualmente estos nombres en clave simplemente se utilizan por tradición, así como por su brevedad y claridad.

## Postpresidencia

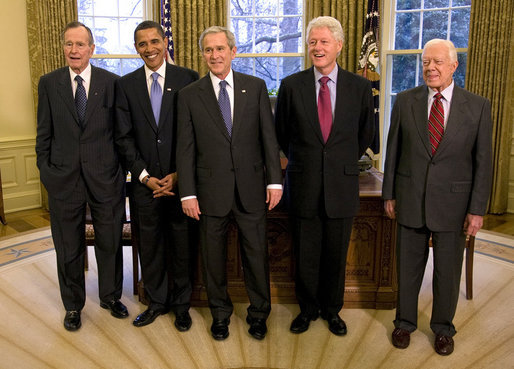
De izquierda a derecha: los presidentes George H. W. Bush, Barack Obama, George W. Bush, Bill Clinton y Jimmy Carter en la Oficina Oval el 7 de enero de 2009; Obama asumió el cargo trece días después.

Algunos presidentes han tenido carreras significativas después de dejar el cargo. Tal es el caso de William Howard Taft que fue presidente del Tribunal Supremo, o el de Herbert Hoover con su trabajo en la reorganización del gobierno después de la Segunda Guerra Mundial. Grover Cleveland, cuya candidatura para la reelección fracasó en 1888, fue posteriormente elegido nuevamente presidente cuatro años más tarde, en 1892. Dos antiguos presidentes sirvieron en el Congreso después de abandonar la Casa Blanca; John Quincy Adams fue elegido para la Cámara de Representantes, donde permaneció diecisiete años, y Andrew Johnson volvió al Senado en 1875. John Tyler sirvió en el Congreso provisional de los Estados Confederados durante la guerra de Secesión y fue elegido para la Cámara de Representantes Confederada, aunque murió antes de que ésta se reuniera. Más recientemente, Richard Nixon realizó numerosos viajes al extranjero, incluyendo la República Popular China y Rusia. Jimmy Carter actuó como mediador internacional, defensor de los derechos humanos en todo el mundo y fue galardonado con el Premio Nobel de Paz en 2002. Bill Clinton también ha realizado gestiones de mediación y negociación a nivel internacional, como en el caso de sus gestiones para la liberación de dos periodistas estadounidenses, Laura Ling y Euna Lee, en Corea del Norte. Bill Clinton también ha participado activamente en política, como en el caso de las primarias presidenciales del partido Demócrata de 2008 en apoyo de su esposa, Hillary Clinton.
Hasta 1997, todos los expresidentes y sus familias contaban con la protección del Servicio Secreto hasta la muerte del presidente. El último presidente que recibió protección vitalicia del Servicio Secreto tras este cambio legislativo fue Bill Clinton; George W. Bush y todos los presidentes posteriores serían protegidos por el Servicio Secreto durante un máximo de diez años tras la finalización de su mandato. Sin embargo, el 10 de enero de 2013, el presidente Obama firmó una ley que restableció la protección del Servicio Secreto de por vida para él, George W. Bush y todos los presidentes subsiguientes. Si el cónyuge vuelve a casarse, pierde el derecho de protección por parte del servicio secreto.

### Bibliotecas presidenciales
Todos los presidentes desde Herbert Hoover han creado un lugar donde preservar y poner a disposición del público documentos, archivos, colecciones y otros objetos históricos relacionados con sus mandatos, que, aunque no es exclusivamente una biblioteca, es conocido como Biblioteca Presidencial. Las Bibliotecas son constituidas y mantenidas por la Administración Nacional de Archivos y Documentos (NARA por sus iniciales en inglés). Hay actualmente trece bibliotecas presidenciales en el sistema NARA. También hay varias bibliotecas presidenciales mantenidas por gobiernos estatales y fundaciones privadas, como la Biblioteca y Museo Presidencial de Abraham Lincoln, que está a cargo del estado de Illinois.

### Expresidentes vivos
Actualmente hay cuatro expresidentes de los Estados Unidos vivos. El expresidente más reciente en fallecer fue Jimmy Carter (1977-1981) el 29 de diciembre de 2024 a los 100 años. Los expresidentes vivos, en orden de servicio, son:

Bill Clinton (1993-2001) N. 19 de agosto de 1946
79 años
George W. Bush (2001-2009) N. 6 de julio de 1946 79 años
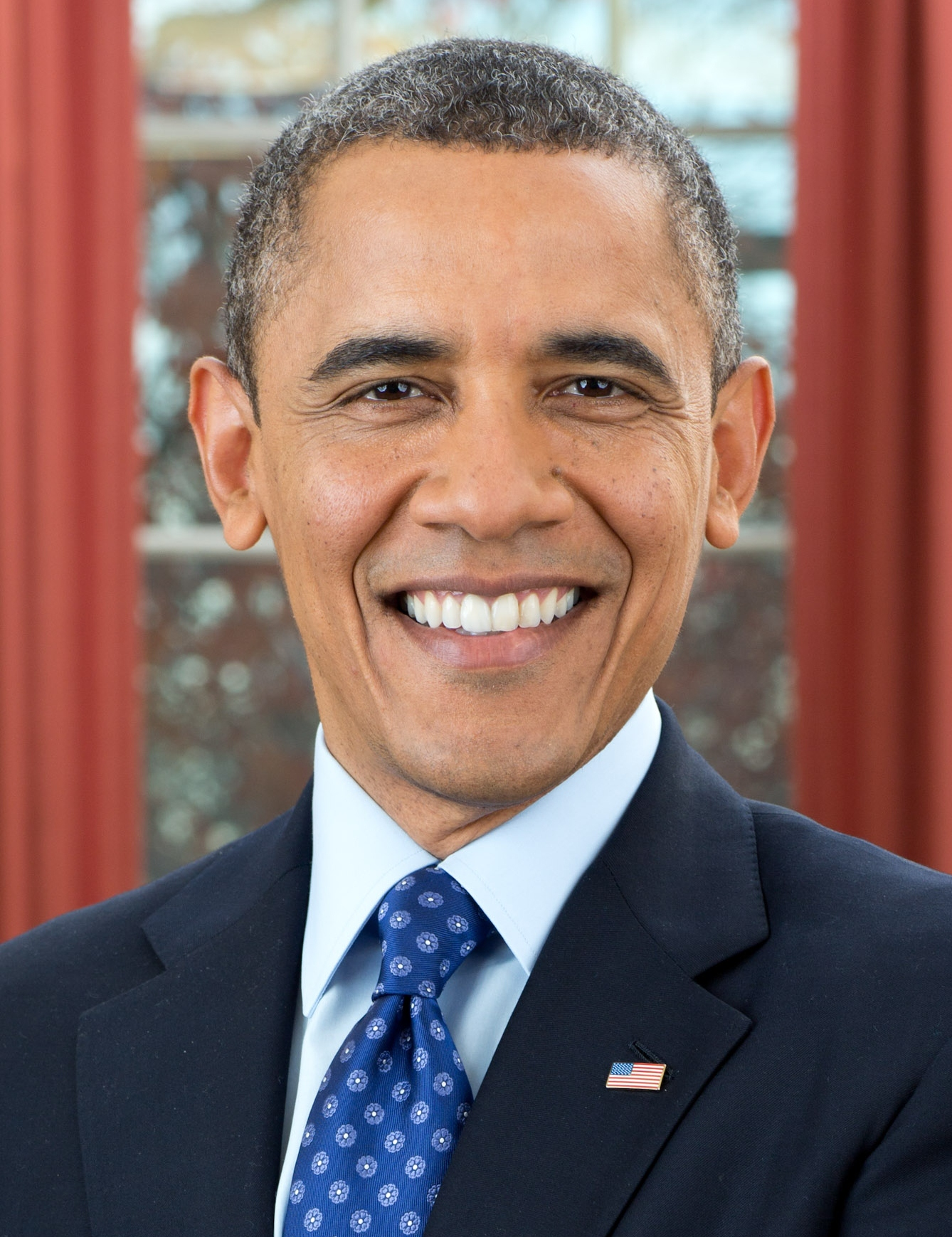
Barack Obama (2009-2017) N. 4 de agosto de 1961 64 años
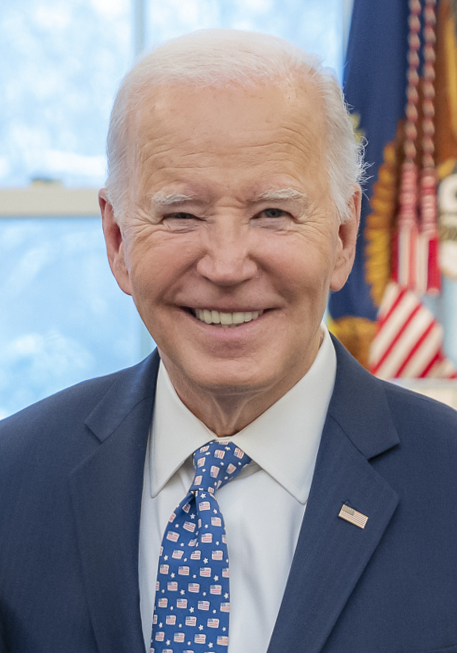
Joe Biden (2021-2025) N. 20 de noviembre de 1942
82 años